# Кістенлі-Івановка
Кістенлі́-Іва́новка (рос. Кистенли-Ивановка, башк. Киҫтәнле-Ивановка) — село у складі Біжбуляцького району Башкортостану, Росія. Входить до складу Михайловської сільської ради.
Населення — 290 осіб (2010; 350 в 2002).
Національний склад:
- чуваші — 96 %